# Ary dos Santos
José Carlos Pereira Ary dos Santos GOIH (Lisboa, 7 de dezembro de 1936 – Lisboa, 18 de janeiro de 1984) foi um poeta e declamador português.
Ficou na história da música portuguesa por ter escrito poemas de 4 canções vencedoras do Festival RTP da Canção e apuradas para representarem Portugal no Festival Eurovisão da Canção: Desfolhada Portuguesa (1969), com interpretação de Simone de Oliveira, Menina do Alto da Serra (1971), interpretada por Tonicha, Tourada (1973), interpretada por Fernando Tordo e Portugal no Coração (1977), interpretada pelo grupo Os Amigos. Além disso, assinala-se ainda a sua importante colaboração como letrista de fados e outro tipo de canções interpretados por Amália Rodrigues e Carlos do Carmo.

## Biografia
Nascido numa família da alta burguesia de origens aristocratas, era filho do médico Carlos Ary dos Santos (Lisboa, 1905 – Lisboa, 1957) e de sua mulher Maria Bárbara de Miranda e Castro Pereira da Silva (Vila Nogueira de Azeitão, 1899 – Lisboa, 1950). Irmão germano de Maria do Rosário de Castro Pereira Ary dos Santos (1938), Maria Isabel Pereira Ary dos Santos (1940) e de Diogo António Pereira Ary dos Santos (1944-1965), e irmão consanguíneo de Ana Maria Granger Ary dos Santos (1953). Seu avô paterno foi o Carlos Ary dos Santos, docente na Faculdade de Medicina de Lisboa e autor de diversos ensaios na sua área profissional, bem como, sobre numismática e medalhística. 
Ary dos Santos iniciou a sua instrução no Colégio Infante Sagres, em Lisboa, mas, tendo sido expulso por mau comportamento, passou para o colégio jesuíta Nun'Álvares, em Caldas da Saúde, Santo Tirso. Mais tarde regressou aos estudos em Lisboa, no Colégio de São João de Brito, onde foi um dos primeiros estudantes.
Após a morte da mãe viu publicados, pela mão de familiares, alguns dos seus poemas. Tinha 14 anos e viria a rejeitar esse livro, que considerava de fraca qualidade. O poeta eminente revelaria as suas qualidades em 1954, ao ser incluído na Antologia do Prémio Almeida Garrett.
Pela mesma altura, incompatibilizado com o pai pela homossexualidade do poeta, abandonou a casa da família. Para seu sustento económico exerce as mais variadas actividades, desde vender máquinas para pastilhas elásticas a empregado numa empresa de publicidade. Frequentou as faculdades de Direito e Letras, mas nunca acabou os cursos.
A sua estreia literária efetiva dá-se com a publicação de A Liturgia do Sangue (1963). Em 1969 adere ao Partido Comunista Português, com qual participa activamente nas sessões de poesia do então intitulado Canto Livre Perseguido.
Através da música chegará ao grande público, concorrendo, por mais que uma vez, ao Festival RTP da Canção, sob pseudónimo, como exigia o regulamento. Classificar-se-ia em primeiro lugar com as canções Desfolhada Portuguesa (1969), com interpretação de Simone de Oliveira, Menina do Alto da Serra (1971), interpretada por Tonicha, Tourada (1973), interpretada por Fernando Tordo e Portugal no Coração (1977), interpretada pelo grupo Os Amigos.
Com Fernando Tordo escreve mais de 100 poemas para canções do músico e o duo Tordo/Ary continua a ser, até hoje, um dos mais profícuos da História da Música Portuguesa. São de sua autoria canções intemporais, como Tourada, Estrela da Tarde, Cavalo à Solta, Lisboa Menina e Moça, O amigo que eu canto, Café, Dizer Que Sim à Vida, Rock Chock, Meu amigo está longe. Estas canções foram interpretadas por cantores como Fernando Tordo, Carlos do Carmo, Mariza, Amália Rodrigues, Mafalda Arnauth e Paulo de Carvalho. Alguns dos maiores sucessos deste último, como Os Putos, Lisboa Menina e Moça e Quando Um Homem Quiser foram com poemas de Ary dos Santos. Também Carlos do Carmo cantou Lisboa, menina e moça, Os putos, e outras letras de Ary, sendo de destacar o seu álbum antológico Um homem na cidade, composto por 12 temas, todos com letra do poeta, aliados a um conjunto de composições inovadoras; entre eles, além de Um homem na cidade, refiram-se Fado do Campo Grande, Nova feira da ladra, Namorados de Lisboa, Fado varina ou Balada para uma velhinha. Além dessas, Estrela da tarde, Menor/Maior, Sonata de outono ou Novo fado alegre são igualmente temas de referência na carreira do fadista, escritas por Ary dos Santos.
Após o 25 de Abril, torna-se um activo dinamizador cultural da esquerda, percorrendo o país de lés a lés. No Verão Quente de 1975, juntamente com militantes da UDP e de outras forças radicais, envolve-se no assalto à Embaixada de Espanha, em Lisboa.
Autor de mais de 600 poemas para canções, Ary dos Santos fez no meio muitos amigos. Gravou, ele próprio, textos ou poemas de e com muitos outros autores e intérpretes. Notabilizou-se também como declamador, tendo gravado um duplo álbum contendo O Sermão de Santo António aos Peixes, do Padre António Vieira. À data da sua morte tinha em preparação um livro de poemas intitulado As Palavras das Cantigas, onde era seu propósito reunir os melhores poemas dos últimos quinze anos, e um outro intitulado Estrada da Luz - Rua da Saudade, que pretendia ser uma autobiografia romanceada.

## Morte

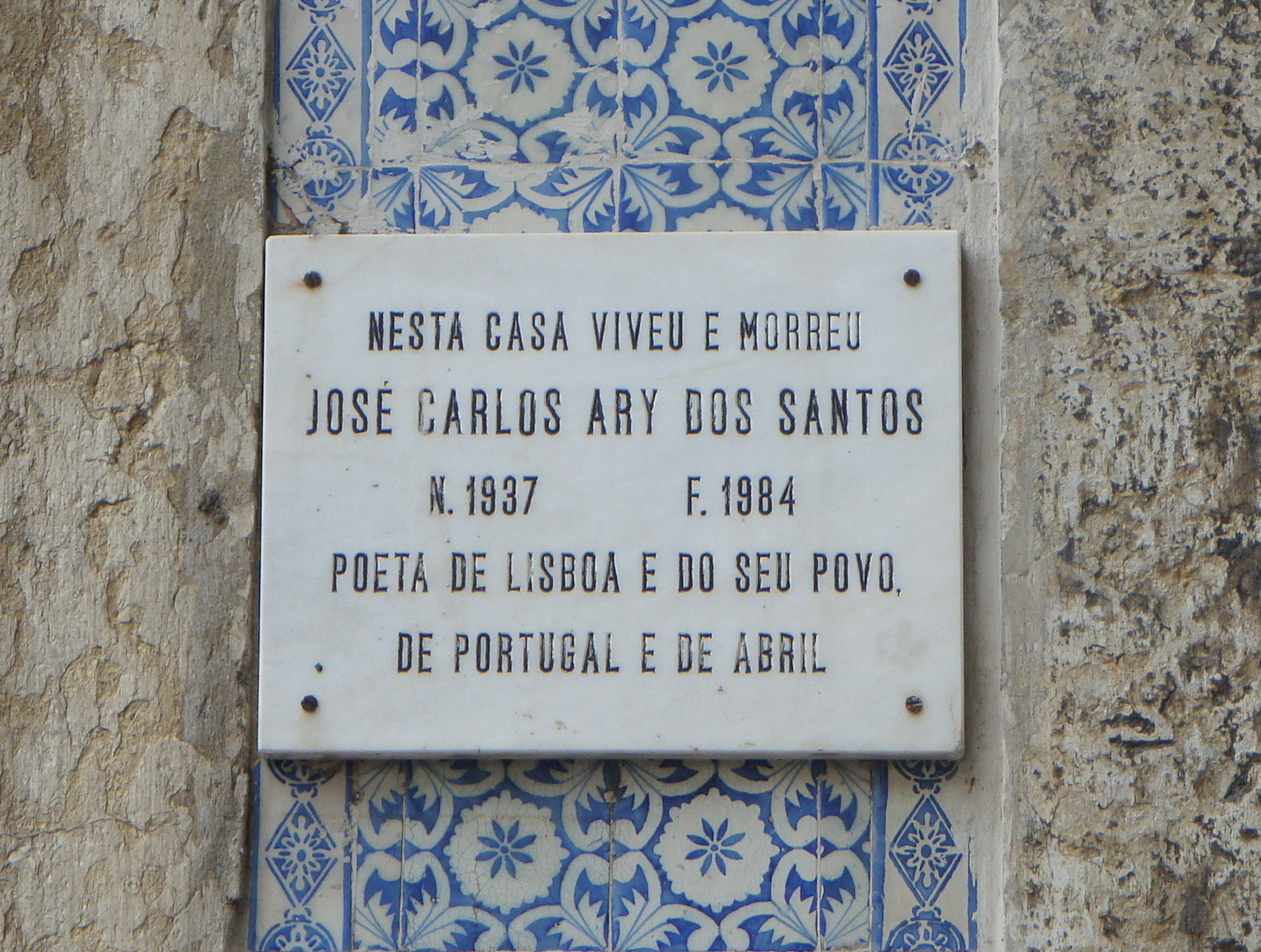
Placa na casa onde Ary dos Santos viveu e morreu

Homem de personalidade forte e de apetites excessivos, grande fumador e bebedor, acabaria por adoecer de cirrose, vindo a morrer com apenas 47 anos a 18 de Janeiro de 1984, em sua casa na Rua da Saudade, n.º 23, R/C direito, em Alfama, Lisboa. Instituiu como seu herdeiro universal o Partido Comunista Português.

## Vida pessoal
Homossexual assumido, a sua orientação sexual foi a causa principal da sua saída de casa com apenas 16 anos, e de começar a trabalhar nessa idade para se sustentar.
Ary dos Santos deixou poucos textos sobre a temática LGBTI+ que fossem explícitos. Um raro exemplo é o poema "Meu Amigo Está Longe". O amigo que estava longe era um soldado de quem Ary dos Santos gostava e que tinha partido para a guerra do Ultramar. 

## Posteridade
O seu nome foi dado a um largo do bairro de Alfama, descerrando-se uma lápide evocativa na fachada da sua casa, na Rua da Saudade, onde viveu praticamente toda a sua vida. Ainda em 1984 foi lançada a obra VIII Sonetos de Ary dos Santos, com um estudo sobre o autor de Manuel Gusmão e planeamento gráfico de Rogério Ribeiro, no decorrer de uma sessão na Sociedade Portuguesa de Autores, da qual o autor era membro. Em 1988, Fernando Tordo editou o disco O Menino Ary dos Santos, com os poemas escritos por Ary dos Santos na sua infância. Em 2009, Mafalda Arnauth, Susana Félix, Viviane e Luanda Cozetti dão voz ao álbum de tributo Rua da Saudade - canções de Ary dos Santos.
Hoje, o poeta do povo é reconhecido por todos e todos conhecem José Carlos Ary dos Santos, pois a sua obra permanece na memória de todos e, surpreendentemente, muitos dos seus poemas continuam actualizados. Todos os grandes cantores o interpretaram e ainda hoje surgem boas vozes a cantá-lo na perfeição. Desde Fernando Tordo, Simone de Oliveira, Tonicha, Paulo de Carvalho, Carlos do Carmo, Amália Rodrigues, Maria Armanda, Teresa Silva Carvalho, Vasco Rafael, entre outros, até aos mais recentes como Susana Félix, Viviane, Mário Barradas, Vanessa Silva e Katia Guerreiro.

## Homenagens e reconhecimento
A 4 de Outubro de 2004 foi feito Grande-Oficial da Ordem do Infante D. Henrique a título póstumo.

No dia 4 de junho de 2016 foi inaugurada em Sacavém a Biblioteca Municipal Ary dos Santos.